# Комендант корпуса морской пехоты США
Комендант корпуса морской пехоты США — в обычном случае высший по званию офицер корпуса морской пехоты США и член Объединённого комитета начальников штабов.
Комендант подчиняется непосредственно военно-морскому министру и несёт ответственность за организацию, политику, планирование и программы корпуса морской пехоты, а также даёт советы президенту, министру обороны, совету национальной безопасности США, министерству внутренней безопасности и военно-морскому министру по вопросам, относящимся к корпусу морской пехоты. Под руководством военно-морского министра комендант назначает командиров для Объединённого боевого командования. Комендант исполняет все прочие обязанности, описанные в секции 5043 раздела 10 кодекса США или поручает выполнение этих обязанностей от своего имени другим офицерам своей администрации. Пост командующего (как и других командующих объединённого комитета) является административным, комендант не имеет полномочий по оперативному командованию силами морской пехоты.
Комендант номинируется президентом на четырёхлетний срок, кандидатура должна быть утверждена Сенатом. По своему статусу комендант, находящийся на посту обязан иметь звание генерала (четырёхзвёздного). «Комендант несёт прямую ответственность перед военно-морским министром за всю деятельность корпуса морской пехоты, которая включает в себя руководство, дисциплину, внутреннюю организацию, подготовку, набор, эффективность и готовность к несению службы». Комендант также несёт ответственность за работу системы материального снабжения корпуса морской пехоты. С 1801 официальная резиденция коменданта находится в казармах морской пехоты в Вашингтоне, а его главный офис — в Арлингтоне, Виргиния.

## Обязанности
Обязанности коменданта описаны в секции 5043 раздела 10 кодекса США, он «находится в подчинении, под руководством и контролем военно-морского министра». Согласно кодексу США комендант осуществляет руководство штабами, корпусом, передаёт планы и рекомендации штаба военно-морскому министру и даёт ему советы сообразно этим планам и рекомендациям. После одобрения этих планов или рекомендаций штабами, корпусом, министром действуя как представитель министра проводит их в жизнь, осуществляет надзор в соответствии с полномочиями, данными командующими объединённых или специальных боевых командований согласно статье 6 раздела, над теми персоналом и организациями корпуса морской пехоты и флота которые определяет министр, выполняет обязанности указанные в секции 171 этого раздела и других положений закона и выполняет другие военные обязанности не указанные в законе, но возложенные на него президентом, министром обороны или военно-морским министром. 

## Список комендантов
В должности коменданта корпуса морской пехоты служили 39 человек, включая нынешнего коменданта Эрика Смита. Первым комендантом стал Сэмюэл Николас, который принял пост, находясь в звании капитана, хотя в то время поста коменданта ещё не было. Второй континентальный конгресс постановил, что самый главный морской пехотинец может носить звание полковника. Дольше всех на посту находился Арчибальд Хендерсон, которого иногда называют «дедушкой корпуса морской пехоты» (англ. Grand old man of the Marine Corps) ввиду его 39-летней службы на посту. В 240-летней истории корпуса морской пехоты США только один комендант был уволен со службы. Это был Энтони Гейл, уволенный в результате военного суда в 1820 году.
| #   | Изображение | Имя                        | Звание                      | Начало           | Конец            | Примечания |
| --- | --- | -------------------------- | --------------------------- | ---------------- | ---------------- | --- |
| 1   | black & white portrait of Samuel Nicholas                                                                                     | Сэмюэл Николас             | Майор                       | 28 ноября 1775   | 27 августа 1783  | Первый de facto комендант, поскольку был самым старшим по чину офицером корпуса континентальных морпехов. |
| 2   | black & white portrait of William W. Burrows                                                                                  | Уильям Барроуз             | Подполковник                | 12 июля 1798     | 6 марта 1804     | Первый de jure комендант, основал многие важные структуры в корпусе, включая оркестр корпуса . |
| 3   | black & white portrait of Franklin Wharton                                                                                    | Фрэнклин Уортон            | Подполковник                | 7 марта 1804     | 1 сентября 1818  | Первый комендант попавший под военный суд (оправдан). Первым занял здание коменданта в казармах морской пехоты (Вашингтон). |
| 3.5 | black & white portrait of Archibald Henderson                                                                                 | Арчибальд Хендерсон (и.о.) | Майор                       | 16 сентября 1818 | 2 марта 1819     | И.о. коменданта, впоследствии занимал эту должность с 1820 по 1859. |
| 4   | | Энтони Гейл                | Подполковник                | 3 марта 1819     | 8 октября 1820   | Второй комендант попавший под военный суд и единственный комендант уволенный со службы. Место погребения неизвестно, его портретов не сохранилось. |
| 5   | black & white portrait of Archibald Henderson                                                                                 | Арчибальд Хендерсон        | врем.пов. Бригадный генерал | 17 октября 1820  | 6 января 1859    | Дольше всех занимал этот пост, получил прозвище «дедушка корпуса». Придал корпусу роль экспедиционных войск и сил быстрого реагирования. |
| 6   | black & white photograph of John Harris                                                                                       | Джон Харрис                | Полковник                   | 7 января 1859    | 1 мая 1864       | Командовал корпусом в ходе большей части гражданской войны. |
| 7   | black & white photograph of Jacob Zeilin                                                                                      | Джейкоб Зейлин             | Бригадный генерал           | 10 июня 1864     | 31 октября 1876  | Стал первым генералом морской пехоты, официально одобрил дизайн эмблемы корпуса - «Орёл, глобус и якорь». |
| 8   | black & white photograph of Charles G. McCawley                                                                               | Чарльз Маккоули            | Полковник                   | 1 ноября 1876    | 29 января 1891   | Выбрал девиз «Semper fidelis» как официальный девиз корпуса. |
| 9   | black & white portrait of Charles Heywood                                                                                     | Чарльз Хейвуд              | Генерал-майор               | 30 июня 1891     | 2 октября 1903   | Стал первым генералом-майором морской пехоты. |
| 10  | black & white portrait of George F. Elliott                                                                                   | Джордж Эллиотт             | Генерал-майор               | 3 октября 1903   | 30 ноября 1910   | Успешно сопротивлялся попыткам убрать морских пехотинцев с крупных боевых кораблей и влить корпус в армию США. |
| 11  | black & white photograph of William P. Biddle                                                                                 | Уильям Биддл               | Генерал-майор               | 3 февраля 1911   | 24 февраля 1914  | Учредил передовые базы, ставшие предвестником Fleet Marine Force. |
| 12  | black & white portrait of George Barnett                                                                                      | Джордж Барнетт             | Генерал-майор               | 25 февраля 1914  | 30 июня 1920     | Занимал пост в ходе Первой мировой войны. При нём численность корпуса увеличилась. |
| 13  | black & white portrait of John A. Lejeune                                                                                     | Джон Лэджен                | Генерал-майор               | 1 июля 1920      | 4 марта 1929     | Учредил бал в честь дня рождения корпуса морской пехоты, который отмечается ежегодно согласно приказу 47. Командовал 2-й пехотной дивизией армии США во время первой мировой войны . |
| 14  | black & white portrait of Wendall C. Neville                                                                                  | Уэнделл Невилл             | Генерал-майор               | 5 марта 1929     | 8 июля 1930      | Награждён медалью Почёта и медалью Корпуса морской пехоты. |
| 15  | black & white photograph of Ben H. Fuller                                                                                     | Бен Фуллер                 | Генерал-майор               | 9 июля 1930      | 28 февраля 1934  | Закрепил концепцию Fleet Marine Force. |
| 16  | black & white photograph of John H. Russell, Jr.                                                                              | Джон Расселл               | Генерал-майор               | 1 марта 1934     | 30 ноября 1936   | Система продвижения офицеров по старшинству изменилась на продвижение по выбору. 1-я бригада морской пехоты была переведена с Гаити. Продолжался рост численности кораблей, где в экипаж были включены морпехи. |
| 17  | black & white photograph of Thomas Holcomb                                                                                    | Томас Холкомб              | Генерал-лейтенант           | 1 декабря 1936   | 31 декабря 1943  | Увеличил численность корпуса почти в 20 раз в связи со Второй мировой войной, начал принимать женщин в корпус. Первым из морских пехотинцев был произведён (после отставки) в звание генерала. |
| 18  | black & white photograph of Alexander A. Vandegrift                                                                           | Александер Вандегрифт      | Генерал                     | 1 января 1944    | 31 декабря 1947  | Удостоился Медали Почёта. Стал первым морпехом находящимся на действ. военной службе в звании генерала. Сопротивлялся попыткам влить корпус в армию. |
| 19  | black & white photograph of Clifton B. Cates                                                                                  | Клифтон Кейтс              | Генерал                     | 1 января 1948    | 31 декабря 1951  | Получил Военно-морской крест. Находился на посту коменданта в начале Корейской войны. |
| 20  | black & white photograph of Lemuel C. Shepherd, Jr.                                                                           | Лемюэл Шеперд              | Генерал                     | 1 января 1952    | 31 декабря 1955  | Первый комендант в составе Объединённого комитета начальников штабов. Находился на посту коменданта в ходе Корейской войны. |
| 21  | black & white photograph of Randolph M. Pate                                                                                  | Рэндольф Пэйт              | Генерал                     | 1 января 1956    | 31 декабря 1959  | Находился на посту коменданта в период между Корейской войной и Вьетнамской войной. |
| 22  | black & white photograph of David M. Shoup                                                                                    | Дэвид Шуп                  | Генерал                     | 1 января 1960    | 31 декабря 1963  | Удостоился Медали Почёта. После отставки выступал против участия США во Вьетнамской войне на основании стратегии и чрезмерного влияния корпораций и военных властей во внешней политике. Критика Шупа рассматривается как наиболее острая и громкая среди выступлений ветеранов против вьетнамской войны.                                                            |
| 23  | black & white photograph of Wallace M. Greene, Jr.                                                                            | Уоллас Грин                | Генерал                     | 1 января 1964    | 31 декабря 1967  | Курировал процесс резкого увеличения численности корпуса в годы Вьетнамской войны. |
| 24  | black & white photograph of Leonard F. Chapman, Jr.                                                                           | Леонард Чепмэн             | Генерал                     | 1 января 1968    | 31 декабря 1971  | Был комендантом в период последних лет участия США во Вьетнамской войне. Стал свидетелем вывода 3-го экспедиционного корпуса морской пехоты из Вьетнама, и уменьшения численности корпуса с 289.000 (пик численности) до 198.000 человек. |
| 25  | black & white photograph of Robert Everton Cushman, Jr.                                                                       | Роберт Кашмэн              | Генерал                     | 1 января 1972    | 30 июня 1975     | Увидел как последние морпехи покидают Вьетнамскую войну и сокращение численности до 194,000 человек в период мирного времени. |
| 26  | Color of Louis H. Wilson, Jr.                                                                                                 | Луис Уилсон                | Генерал                     | 1 июля 1975      | 30 июня 1979     | Удостоился Медали Почёта за высадку на Гуаме. |
| 27  | color photograph of Robert H. Barrow                                                                                          | Роберт Барроу              | Генерал                     | 1 июля 1979      | 30 июня 1983     | Последний из ветеранов Второй мировой войны на посту коменданта. Первый комендант - полноправный член объединённого комитета начальников штабов. Добился одобрения производства американской модифицированной версии истребителей-бомбардировщиков Hawker Siddeley Harrier и прочих улучшений для повышения эффективности корпуса морской пехоты.                    |
| 28  | Color photograph of Paul X. Kelley                                                                                            | Пол Келли                  | Генерал                     | 1 июля 1983      | 30 июня 1987     | Был комендантом во время теракта против казарм миротворцев в Бейруте в ходе многонациональной миротворческой миссии в Ливане в годы правления администрации Рейгана. В 2007 году генерал Келли рассказал газете Washington Post о своём негативном отношении к расширенным методам допросов.                                                                         |
| 29  | color photograph of Alfred M. Gray, Jr., the only Marine in this list wearing utilities instead of a service or dress uniform | Альфред Грей               | Генерал                     | 1 июля 1987      | 30 июня 1991     | Последний из участников Корейской войны на этом посту. В качестве напоминания, что основным долгом морпехов является служба в стрелковых подразделениях, единственный из всех комендантов снялся для официальной фотографии в полевой форме. |
| 30  | color photograph of Carl E. Mundy, Jr.                                                                                        | Карл Манди                 | Генерал                     | 1 июля 1991      | 30 июня 1995     | После отставки занимал пост председателя и генерального директора (CEO) объединённых организаций обслуживания вооружённых сил (USO), был председателем фонда группы Marine Corps University. |
| 31  | color photograph of Charles C. Krulak                                                                                         | Чарльз Крулак              | Генерал                     | 1 июля 1995      | 30 июня 1999     | Сын генерал-лейтенанта корпуса морской пехоты Виктора Крулака. Ввёл концепцию «стратегических капралов», «войны в трёх кварталах» и финальный тест The Crucible подготовки рекрутов морcской пехоты. |
| 32  | color photograph of James L. Jones                                                                                            | Джеймс Джонс               | Генерал                     | 1 июля 1999      | 12 января 2003   | Курировал вопросы введения формы MARPAT для морпехов и принятие программы боевых искусств корпуса. Позднее стал первым офицером морской пехоты возглавившим командование США в Европе (USEUCOM) и занявшим пост главнокомандующего силами НАТО в Европе (SACEUR), затем был советником президента США по национальной безопасности в администрации президента Обамы. |
| 33  | color photograph of Michael W. Hagee                                                                                          | Майкл Хейджи               | Генерал                     | 13 января 2003   | 13 ноября 2006   | Руководил корпусом в первые годы иракской войны |
| 34  | color photograph of James T. Conway                                                                                           | Джеймс Конвей              | Генерал                     | 13 ноября 2006   | 22 октября 2010  | Командовал силами морской пехоты в ходе иракской войны и увеличил корпус до 202.000 человек. Первый комендант за приблизительно 40 лет не участвовавший во Вьетнамской войне. |
| 35  | Official portrait from Amos, 2010                                                                                             | Джеймс Эймос               | Генерал                     | 22 октября 2010  | 17 октября 2014  | Первый военно-морской авиатор в должности коменданта корпуса . |
| 36  | Official portrait from Dunford, 2014                                                                                          | Джозеф Данфорд             | Генерал                     | 17 октября 2014  | 24 сентября 2015 | Первый комендант в должности председателя Объединенного комитета начальников штабов и второй морпех в целом. |
| 37  | Official portrait from Neller, 2015                                                                                           | Роберт Неллер              | Генерал                     | 24 сентября 2015 | 11 июля 2019     | Руководил интеграцией женщин в боевые роли. Сделал административный регламент для морской пехоты в социальных сетях. |
| 38  | Official portrait from Berger, 2019                                                                                           | Дэвид Бергер               | Генерал                     | 11 июля 2019     | 10 июля 2023     | Выпущено руководство по планированию на уровне службы, включающее переориентацию на высококлассный бой, отказ от танков и артиллерии в пользу ракет большой дальности и беспилотников. |
| 39  | Official portrait from Smith, 2023                                                                                            | Эрик Смит                  | Генерал                     | 10 июля 2023     | в должности      | Исполнял обязанности коменданта после выхода Бергера на пенсию. 22 сентября 2023 года был утверждён в должности. |